# IClebo Arte
iClebo Arte — бытовой робот-уборщик (робот-пылесос), разработанный южнокорейской компанией Yujin Robot на базе платформы робота-пылесоса iClebo Smart. Представлен в 2012 году. Главный процессор оснащён тремя вычислительными блоками: Control MCU (Micro Controller Unit) отвечает за управление, Vision MCU — за работу камеры, Power MCU — оптимизирует использование ресурсов аккумулятора (160—180 минут работы). За секунду обрабатывает 10 800 вычислительных операций, работает под управлением операционной системы Linux.

## Принцип действия
Во время первой уборки строит карту помещения ±1 см, которой пользуется в последующие уборки. В построении карты убираемого помещения участвуют: камера высокого разрешения (24 снимка в секунду), гироскопы, одометр, а также 20 вспомогательных датчиков и инфракрасных сенсоров. Мусор и пыль подгребаются боковыми щётками к центральной «турбощётке» на дне робота, которая забрасывает мусор в контейнер, вакуумный механизм всасывает остатки мусора и пыли. Всасываемый воздух очищается антибактериальным фильтром, который можно промывать холодной водой. Совершает перемещения с перекрытием предыдущего прохода. По окончании уборки возвращается на зарядную базу кратчайшим путём, используя созданную карту. При запуске не с базы, возвращается на то место, откуда начинал движение.

## Внешние характеристики
Пылесос круглой формы с шестигранной крышкой. Высота составляет 89 мм, диаметр — 340 мм, вес пылесоса — 2,8 кг, вес с коробкой — 5,3. В модельный ряд входят три робота-пылесоса, отличающиеся цветом крышки. Крышки можно менять, также можно наклеивать защитные виниловые наклейки, во избежание сколов и царапин.

## Дизайн
- Модель YCR-M05-10 (Arte Carbon) имеет глянцевую крышку, цвета «карбон» с оранжевой окантовкой.
- Модель YCR-M05-11 (Arte Sakura) имеет матовую крышку, белого, розового, серого и чёрного цветов (только для корейского рынка).
- Модель YCR-M05-20 (Arte Silver) имеет матовую крышку серебряного цвета.

## Режимы
- Wet Mop (Mopping) — влажная уборка за счет прикрепления к роботу-пылесосу насадки для швабры и махровой микрофибры;
- Climb (Climbing) — дополнительная функция для преодоления препятствия высотой до 20 мм;
- Auto — происходит уборка по составленной роботом траектории.
- Max — поочерёдное исполнение режимов Auto и Random для уборки до полной разрядки аккумулятора;
- Random — движение осуществляется по произвольной траектории зигзагами;
- Spot — тщательная очистка заданного места.

## Управление
Управление роботом-пылесосом осуществляется с помощью сенсорного экрана, либо с помощью пульта дистанционного управления.